# Zolnai Jenő
Zolnai Jenő, az 1940-es évekig Zeitinger Jenő (Budapest, 1911. október 3. – Budapest, 1971. július 27.) magyar zongoraművész, zeneszerző, zongoratanár.

## Élete
Zeitinger Mór (1873–1956) zenész, tanár és Schwarz Betti (1873–1949) fia. A budapesti Zeneakadémián előbb Stefániai Imre, majd Dohnányi Ernő tanítványa volt. Miután 1932-ben elnyerte művészi oklevelét, több sikeres hangversenyt adott bel-és külföldön. Az 1930-as évek második felében helyettesként az Újpesti Zeneiskolában is tanított. A második világháború alatt munkaszolgálatos volt. 1949–50-ben a Magyar Zeneművészek Szabad Szervezetének utolsó főtitkára, majd az 1949-ben alapított Hangversenyrendező (Muzsika) Nemzeti Vállalatnak, az Országos Filharmónia elődjének első vezérigazgatója lett. 1950-től a Fővárosi Zeneiskolai Szervezet továbbképző tanszakán tanított zongorát. 1957-ben ünnepelte művészi pályafutásának 25 éves jubileumát, s ez alkalomból koncertet adott a Zeneakadémián. Pedagógiai célzatú kompozíciói vitákat váltottak ki. Művei között szerepel két kantáta, két zongoraverseny, hegedűszonáta, vonósnégyes és két dalciklus (József Attila- és japán versekre). 1971. július 27-én baleset következtében elhunyt.